# 見える化
見える化（みえるか、英語: visual control）とは、企業や組織における財務、業務、戦略などの活動実態を具体化し、客観的に捉えられるようにすることである。
企業活動の分野以外でも、「見える化」という表現が用いられることがある。業種により適用方法は異なるが、一般的には問題や課題を認識するために利用される。
類似の表現として「可視化」（Visualization）があるが、「可視化」が見えにくいものを見やすい状態にすることを指すのに対し、「見える化」は可視化された問題点の対処の判断基準が常に組織内で共有され、問題や課題に対する改善が、繰り返し継続的に行われていく状態にあることを指すという点で、異なるニュアンスを持つ。

## トヨタにおける原義
「見える化」という表現は、「目で見える管理」のことで、トヨタ自動車による業務の改善活動の観点において初めて登場した。
『プラントエンジニア』第30巻2号（1998年）所収の岡本渉の論文「生産保全活動の実態の見える化」には『総括すれば、活動の中心である「人」、「モノ（設備）」、「費用（工数）」の不備の是正・適正化や、これを支える「情報」「理念」の充実に期待がある。現場の第一線から当部署へ期待する役割が「見える化」で明確になり、課題を共有できた』とある。またそれに触れている2006年度の年頭所感の英訳では「見える化」を「問題を見つけ出し、明るみに出す」と表現している。
トヨタ生産方式では工場の生産ラインで作業工程を横軸とし、工程異常、品質チェック必要、処置中などの状態ランプを縦軸とするアンドンと呼ぶ表示パネルを設けている。

## 広義の意味での見える化
情報公開を行うことを指して、「見える化」が使われることがある。
医療分野を例に取ると、「治療後5年後生存率」といった診療の質の見える化、医療過誤の見える化、医療費・診療報酬の見える化、医療研究費配分の見える化、治療法や患者の会の情報がマスコミに取り上げられることによる見える化、病床必要数の見える化など、さまざまな場面で使われている。
がん医療においても、「がん医療の質の"見える化"」という表現が使われている。